# Synagoga Klügera w Cieszynie
Synagoga Klügera w Cieszynie – prywatna bożnica, która dawniej znajdowała się w Cieszynie przy ulicy Czarny Chodnik 5.
Synagoga została zbudowana w latach 1931–1933 z inicjatywy rabina Salomona Klügera. Plany bożnicy wykonał cieszyński architekt i budowniczy Józef Raszka. Na budowę Klüger zadłużył się na ogromną kwotę, której nie potrafił spłacić. W 1938 roku sąd swoim wyrokiem odebrał bożnicę właścicielowi i przekazał ją Komunalnej Kasie Oszczędności. 
Ten czyn ochronił synagogę przed zniszczeniem w czasie II wojny światowej. Od czasów zakończenia wojny w budynku znajdował się magazyn. Wkrótce w związku z budową transformatora budynek dawnej bożnicy został zburzony.
Murowany budynek synagogi wzniesiono na planie prostokąta o wymiarach 7 na 11 metrów. Jak większość synagog posiadała charakterystyczny układ wnętrz, we wschodniej części na parterze znajdowała się główna sala modlitewna, w zachodniej części mały przedsionek, a na piętrze babiniec do którego prowadziła osobna klatka schodowa. W sali modlitewnej najbardziej charakterystycznymi elementami był bogato zdobiony Aron ha-kodesz oraz stojącą przed arką kwadratowa bima.